# Mount Akutan
Mount Akutan (též Akutan Peak, 1303 m n. m.) je stratovulkán na ostrově Akutan Island v Aleutských ostrovech na Aljašce. Sopka je završena kalderou o průměru 2 km, jenž vznikla při mohutné explozivní erupci asi před 1 600 lety. Na jejím dně se nachází malé jezírko, jehož teplota dosahuje až 50 °C, a asi 200 m vysoký sypaný kužel, který je současným centrem vulkanické aktivity.